# Hindus
Os hindus (pronúncia em hindi e urdu: AFI: /ˈɦɪndu/ ⓘ) são pessoas que aderem religiosamente ao hinduísmo. Historicamente, o termo também tem sido usado como identificador geográfico, cultural e, posteriormente, religioso para pessoas que vivem no subcontinente indiano.
O termo "hindu" remonta ao persa antigo, que derivou esses nomes do nome sânscrito sindhu (सिन्धु), referindo-se ao rio Indo. Os cognatos gregos dos mesmos termos são "Indus" (para o rio) e "India" (para a terra do rio). O termo "Hindu" também implicava em um identificador geográfico, étnico ou cultural para as pessoas que viviam no subcontinente indiano ao redor ou além do rio Sindhu (Indo). Por volta do século XVI d.C., o termo começou a se referir aos residentes do subcontinente que não eram turcos ou muçulmanos. Hindoo é uma variante da grafia arcaica, cujo uso hoje é considerado depreciativo.
O desenvolvimento histórico da autoidentidade hindu dentro da população indiana local, em um sentido religioso ou cultural, não é claro. Teorias concorrentes afirmam que a identidade hindu se desenvolveu na era colonial britânica ou que pode ter se desenvolvido após o século VIII d.C., depois das invasões muçulmanas e das guerras medievais entre hindus e muçulmanos. Um senso de identidade hindu e o termo hindu aparecem em alguns textos datados entre os séculos XIII e XVIII em sânscrito e bengali. Os poetas indianos dos séculos XIV e XVIII, como Vidyapati, Kabir, Tulsidas e Eknath, usaram a frase Hindu dharma (hinduísmo) e a contrastaram com Turaka dharma (islamismo). O frade cristão Sebastião Manrique usou o termo "hindu" em um contexto religioso em 1649. No século XVIII, os comerciantes e colonos europeus começaram a se referir aos seguidores das religiões indianas coletivamente como hindus, em contraste com os mohamedans para grupos como turcos, mogóis e árabes, que eram adeptos do Islã. Em meados do século XIX, os textos orientalistas coloniais distinguiam ainda mais os hindus dos budistas, siques e jainistas, mas as leis coloniais continuaram a considerar todos eles como pertencentes ao escopo do termo hindu até meados do século XX. Os estudiosos afirmam que o costume de distinguir entre hindus, budistas, jainistas e siques é um fenômeno moderno.
Com aproximadamente 1,2 bilhão de pessoas, os hindus são o terceiro maior grupo religioso do mundo, depois dos cristãos e muçulmanos. A grande maioria dos hindus, aproximadamente 966 milhões (94,3% da população hindu global), vive na Índia, de acordo com o censo indiano de 2011. Depois da Índia, os próximos nove países com as maiores populações hindus são, em ordem decrescente: Nepal, Bangladesh, Indonésia, Paquistão, Sri Lanka, Estados Unidos, Malásia, Emirados Árabes Unidos e Reino Unido. Esses países juntos representavam 99% da população hindu do mundo, e as demais nações do mundo juntas tinham cerca de 6 milhões de hindus em 2010.

## Etimologia
A palavra Hindu é um exônimo. Essa palavra Hindu é derivada da palavra indo-ariana e sânscrita Sindhu, que significa "um grande corpo de água", abrangendo "rio, oceano". Ela era usada como nome do rio Indo e também se referia a seus afluentes. O termo "hindu" ocorre pela primeira vez, afirma Gavin Flood, como "um termo geográfico persa para as pessoas que viviam além do rio Indo (sânscrito: Sindhu)", mais especificamente na inscrição de Dario I do século VI a.C. A região de Punjab, chamada Sapta Sindhu nos Vedas, é chamada Hapta Hindu no Zend Avesta. A inscrição de Dario I, do século VI a.C., menciona a província de Hi[n]dush, referindo-se ao noroeste da Índia. O povo da Índia era chamado de Hinduvān e hindavī era usado como adjetivo para a língua indiana no texto Chachnama, do século VIII. De acordo com D. N. Jha, o termo "hindu" nesses registros antigos é um termo etno-geográfico e não se refere a uma religião.
Um dos primeiros registros conhecidos de "Hindu" com conotações de religião pode estar no texto chinês do século VII d.C., Records on the Western Regions, do estudioso budista Xuanzang. Xuanzang usa o termo transliterado In-tu, cuja "conotação transborda para o religioso", de acordo com Arvind Sharma. Embora Xuanzang tenha sugerido que o termo se refere ao país que recebeu o nome da lua, outro estudioso budista, I-tsing, contradisse a conclusão dizendo que In-tu não era um nome comum para o país.
O texto do século XI de Al-Biruni, Tarikh Al-Hind, e os textos do período do Sultanato de Delhi usam o termo "hindu", que inclui todos os povos não islâmicos, como os budistas, e mantém a ambiguidade de ser "uma região ou uma religião". A comunidade "hindu" aparece como o "outro" amorfo da comunidade muçulmana nas crônicas da corte, de acordo com a historiadora indiana Romila Thapar. O estudioso de religião comparada Wilfred Cantwell Smith observa que o termo "hindu" manteve sua referência geográfica inicialmente: "indiano", "indígena, local", virtualmente "nativo". Aos poucos, os próprios grupos indianos começaram a usar o termo, diferenciando a si mesmos e suas "formas tradicionais" das dos invasores.
O texto Prithviraj Raso, de Chand Bardai, sobre a derrota de Prithviraj Chauhan em 1192 nas mãos de Muhammad Ghori, está repleto de referências a "hindus" e "turcos" e, em um determinado momento, diz que "ambas as religiões desembainharam suas espadas curvas"; no entanto, a data desse texto não é clara e a maioria dos estudiosos o considera mais recente. Na literatura islâmica, a obra persa de 'Abd al-Malik Isami, Futuhu's-salatin, composta no Deccan sob o domínio bahmani em 1350, usa a palavra 'hindi' para significar indiano no sentido etno-geográfico e a palavra 'hindu' para denotar 'hindu' no sentido de seguidor da religião hindu. O Kirtilata (1380) do poeta Vidyapati usa o termo hindu no sentido de uma religião, contrastando as culturas dos hindus e dos turcos (muçulmanos) em uma cidade e conclui: "Os hindus e os turcos vivem juntos; cada um zomba da religião do outro (dhamme)".
Um dos primeiros usos da palavra "hindu" em um contexto religioso, em um idioma europeu (espanhol), foi a publicação de Sebastio Manrique em 1649. No ensaio do historiador indiano D. N. Jha, "Looking for a Hindu identity", ele escreve: "Nenhum indiano se descrevia como hindu antes do século XIV" e que "Os britânicos tomaram emprestada a palavra 'hindu' da Índia, deram a ela um novo significado e importância, e a reimportaram para a Índia como um fenômeno reificado chamado hinduísmo". No século XVIII, os comerciantes e colonos europeus começaram a se referir aos seguidores das religiões indianas coletivamente como hindus.
Outras menções proeminentes de "hindu" incluem as inscrições epigráficas dos reinos de Andhra Pradesh que lutaram contra a expansão militar das dinastias muçulmanas no século XIV, em que a palavra "hindu" implica parcialmente uma identidade religiosa em contraste com "turcos" ou identidade religiosa islâmica. Posteriormente, o termo hindu foi usado ocasionalmente em alguns textos em sânscrito, como os Rajataranginis da Caxemira (Hinduka, c. 1450) e alguns textos vaixnavas gaudias dos séculos XVI a XVIII, incluindo Chaitanya Charitamrita e Chaitanya Bhagavata. Esses textos o usaram para contrastar os hindus dos muçulmanos, que são chamados de Yavanas (estrangeiros) ou Mlecchas (bárbaros), com o texto Chaitanya Charitamrita do século XVI e o texto Bhakta Mala do século XVII usando a frase "Hindu dharma".

## Terminologia

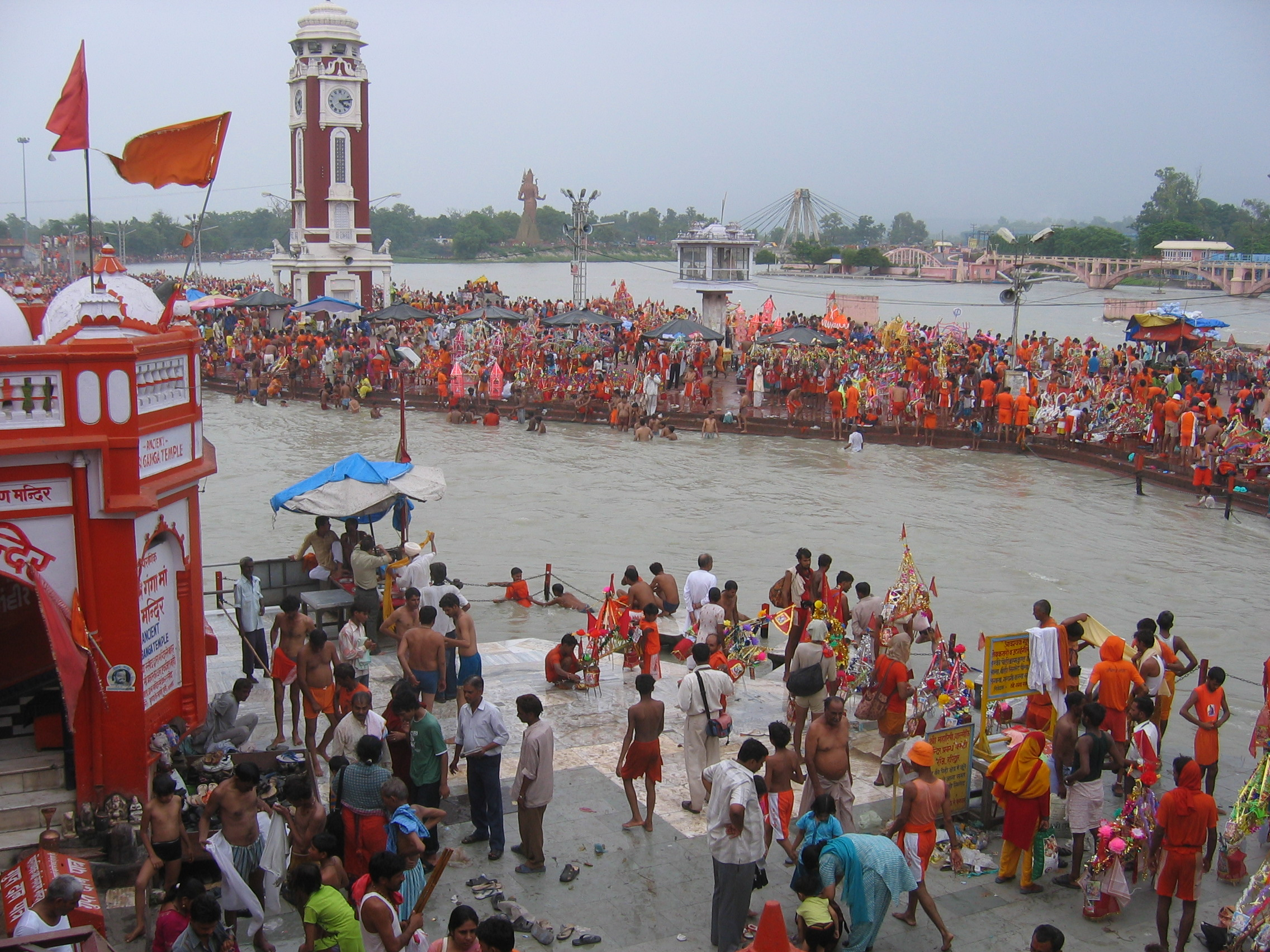
Hindus em Har Ki Pauri, Haridwar, perto do rio Ganges, no estado de Uttarakhand, na Índia.

### Uso na era medieval (século VIII a VIII)
O acadêmico Arvind Sharma observa que o termo "hindus" foi usado no "assentamento de Brahmanabad" que Muhammad ibn Qasim fez com os não muçulmanos após a invasão árabe da região noroeste de Sindh, na Índia, em 712. O termo "hindu" significava pessoas que não eram muçulmanas e incluía os budistas da região. No texto de Al Biruni, do século XI, os hindus são chamados de "antagonistas religiosos" do Islã, como aqueles que acreditam no renascimento, apresenta uma diversidade de crenças e parece oscilar entre hindus com visões religiosas centralistas e pluralistas. Nos textos da época do Sultanato de Délhi, afirma Sharma, o termo hindu permanece ambíguo quanto a significar pessoas de uma região ou religião, dando o exemplo da explicação de Ibn Battuta sobre o nome "Hindu Kush" para uma cadeia de montanhas no Afeganistão. Foi assim chamada, escreveu Ibn Battuta, porque muitos escravos indianos morreram lá de frio da neve, quando foram marchados através dessa cadeia de montanhas. O termo hindu é ambivalente e pode significar região geográfica ou religião.
O termo hindu aparece nos textos da época do Império Mogol. Jahangir, por exemplo, chamou o sique Guru Arjan de hindu:
Havia um hindu chamado Arjan em Gobindwal, às margens do rio Beas. Fingindo ser um guia espiritual, ele havia conquistado como devotos muitos indianos de mente simples e até mesmo alguns muçulmanos ignorantes e estúpidos, divulgando suas alegações de ser um santo. […] Quando Khusraw parou em sua residência, Arjan saiu e teve uma entrevista com Khusraw. Dando a ele alguns preceitos espirituais elementares colhidos aqui e ali, ele fez uma marca de açafrão em sua testa, o que é chamado de qashqa no idioma dos hindus e que eles consideram uma sorte. Quando isso me foi relatado, percebi como ele era perfeitamente falso e ordenei que o trouxessem para mim. Concedi suas casas e moradias e as de seus filhos a Murtaza Khan e ordenei que suas posses e bens fossem confiscados e que ele fosse executado.— Imperador Jahangir, Jahangirnama, 27b-28a (Traduzido por Wheeler Thackston)
O estudioso sique Pashaura Singh afirma que "nos escritos persas, os siques eram considerados hindus no sentido de indianos não muçulmanos". No entanto, estudiosos como Robert Fraser e Mary Hammond opinam que o siquismo começou inicialmente como uma seita militante do hinduísmo e foi formalmente separado do hinduísmo somente no século XX.

### Uso na era colonial (século XVIII a XX)

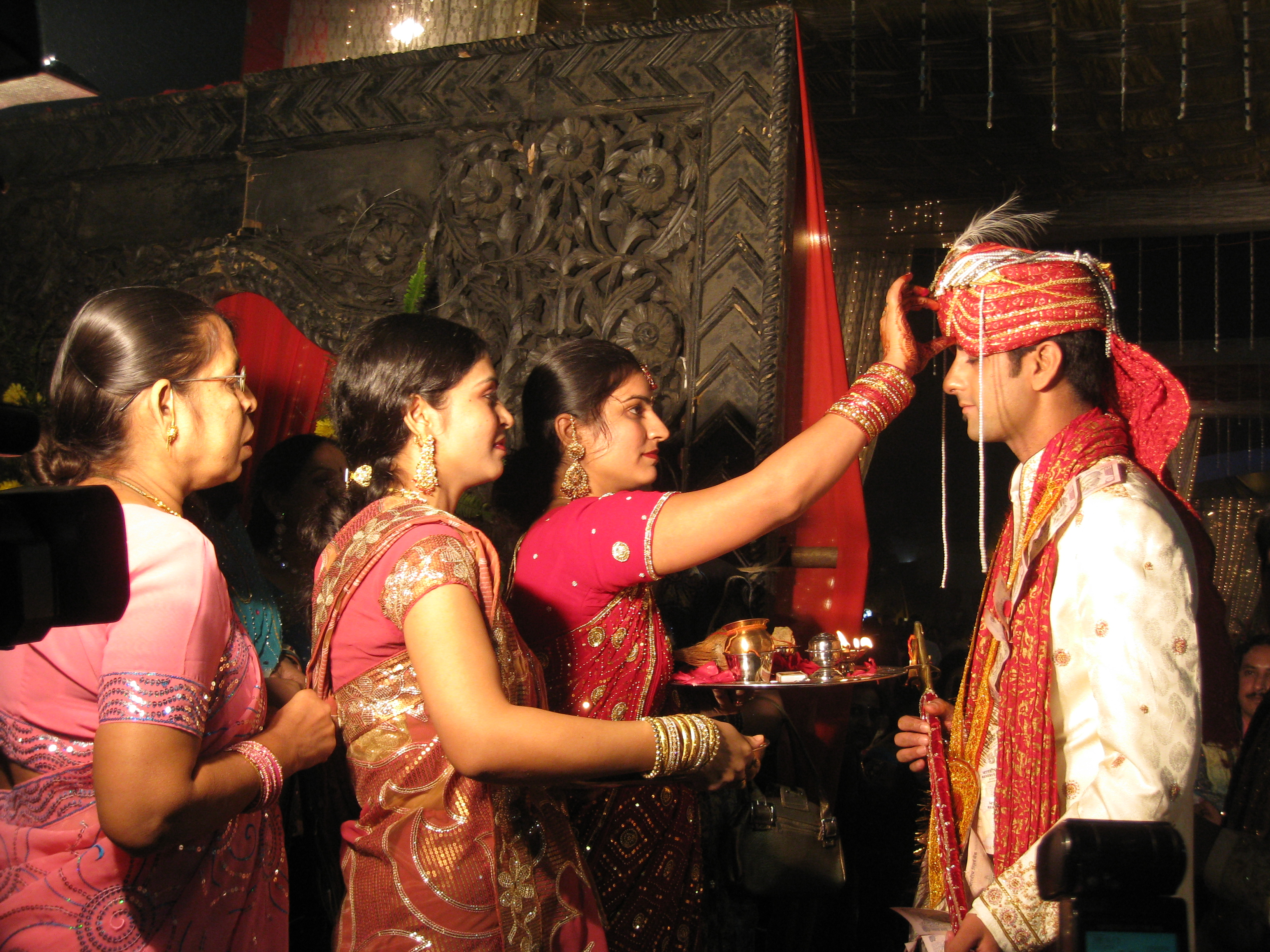
Um ritual de casamento hindu na Índia

Durante a era colonial, o termo hindu tinha conotações de religiões nativas da Índia, ou seja, religiões que não fossem o cristianismo e o islamismo. No século XVIII, o termo gentoo também era usado junto com o termo hindu. Nas leis anglo-hindus do início da era colonial e no sistema judiciário da Índia Britânica, o termo hindu se referia a pessoas de todas as religiões indianas, bem como a duas religiões não indianas: judaísmo e zoroastrismo. No século XX, foram formuladas leis pessoais para os hindus, e o termo "hindu" nessas "leis hindus" coloniais se aplicavam a budistas, jainistas e siqueiros, além dos hindus denominacionais.
Além das estipulações da lei colonial britânica, os orientalistas europeus e, particularmente, a influente Asiatick Researches, fundada no século XVIII, mais tarde chamada de The Asiatic Society, identificaram inicialmente apenas duas religiões na Índia: o islã e o hinduísmo. Esses orientalistas incluíam todas as religiões indianas, a exemplo do budismo, como um subgrupo do hinduísmo no século XVIII. Esses textos chamavam os seguidores do islã de maometanos e todos os outros de hindus. O texto, no início do século XIX, começou a dividir os hindus em grupos separados, para estudos de cronologia das várias crenças. Entre os primeiros termos a surgir estavam Seeks (mais tarde grafado Sikhs), Boudhism (posteriormente grafado Budhism) e, no nono volume do relatório Asiatick Researches sobre as religiões da Índia, também o termo jainismo foi mencionado.

### Uso contemporâneo

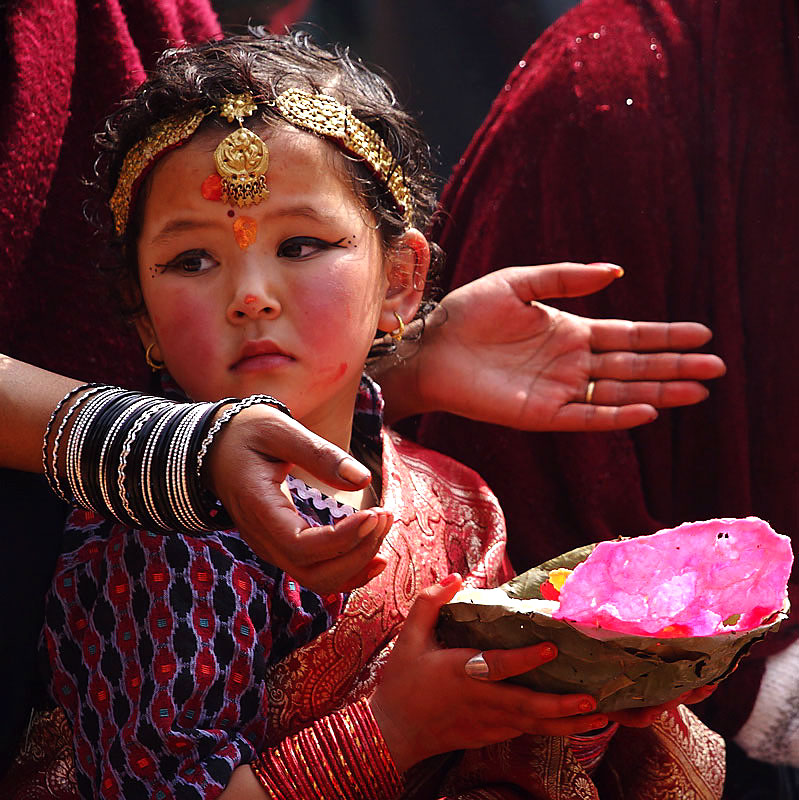
Uma jovem devota hindu nepalêsa durante uma cerimônia de oração tradicional na praça Darbar de Katmandu.

Na era contemporânea, o termo hindu é usado para designar as pessoas que se identificam com um ou mais aspectos do hinduísmo, sejam elas praticantes, não praticantes ou outras. O termo não inclui as pessoas que se identificam com outras religiões indianas, como o budismo, o jainismo, o siquismo ou várias religiões tribais animistas encontradas na Índia, como o sarnaismo. O termo hindu, na linguagem contemporânea, inclui pessoas que se aceitam como cultural ou etnicamente hindus, em vez de um conjunto fixo de crenças religiosas dentro do hinduísmo. Não é necessário ser religioso no sentido mínimo, afirma Julius Lipner, para ser aceito como hindu pelos hindus ou para se descrever como hindu.
Os hindus aderem a uma diversidade de ideias sobre espiritualidade e tradições, mas não têm nenhuma ordem eclesiástica, nenhuma autoridade religiosa inquestionável, nenhum órgão governamental, nem um único profeta fundador; os hindus podem escolher ser politeístas, panteístas, monoteístas, monistas, agnósticos, ateus ou humanistas. Devido à ampla gama de tradições e ideias abrangidas pelo termo hinduísmo, é difícil chegar a uma definição abrangente. A religião "desafia nosso desejo de defini-la e categorizá-la". Um hindu pode, por sua escolha, utilizar ideias de outros pensamentos religiosos indianos ou não indianos como recurso, seguir ou desenvolver suas crenças pessoais e ainda se identificar como hindu.

Em 1995, o presidente do Supremo Tribunal P. B. Gajendragadkar foi citado em uma decisão do Supremo Tribunal da Índia:
Quando pensamos na religião hindu, ao contrário de outras religiões do mundo, a religião hindu não reivindica nenhum profeta; não adora nenhum deus; não adota nenhum dogma; não acredita em nenhum conceito filosófico; não segue nenhum conjunto de ritos ou performances religiosas; de fato, não parece satisfazer as características tradicionais estreitas de nenhuma religião ou credo. De fato, não parece satisfazer as características tradicionais estreitas de nenhuma religião ou credo. Pode ser descrito, em linhas gerais, como um modo de vida e nada mais.
Embora o hinduísmo contenha uma ampla gama de filosofias, os hindus compartilham conceitos filosóficos, como dharma, karma, kama, artha, moksha e samsara, mas não se limitam a eles, mesmo que cada um deles assine uma diversidade de pontos de vista. Os hindus também compartilham textos como os Vedas com Upanishads incorporados e uma gramática ritual comum (Sanskara, rito de passagem), como rituais durante um casamento ou quando um bebê nasce ou rituais de cremação. Alguns hindus fazem peregrinações a locais compartilhados que consideram espiritualmente significativos, praticam uma ou mais formas de bhakti ou puja, celebram a mitologia e os épicos, os principais festivais, o amor e o respeito pelo guru e pela família e outras tradições culturais. Um hindu poderia:
- seguir qualquer uma das escolas de filosofia hindu, como Advaita (não-dualismo), Vishishtadvaita (não-dualismo do todo qualificado), Dvaita (dualismo), Dvaitadvaita (dualismo com não-dualismo), etc.[137][138]
- seguir uma tradição centrada em qualquer forma específica do Divino, como Shivaismo, Vishnuísmo, Shaktismo, etc.[139]
- praticar qualquer uma das várias formas de sistemas de ioga para alcançar moksha, ou seja, liberdade na vida atual (jivanmukti) ou salvação na vida após a morte (videhamukti);[140]
- praticar bhakti ou puja por motivos espirituais, que podem ser direcionados ao guru ou a uma imagem divina;[141] uma forma pública visível dessa prática é a adoração diante de um ídolo ou estátua. Jeaneane Fowler afirma que os observadores não hindus costumam confundir essa prática como "adoração de pedras ou ídolos e nada além disso", enquanto que para muitos hindus, trata-se de uma imagem que representa ou é uma manifestação simbólica de um Absoluto espiritual (Brahman).[141] Essa prática pode se concentrar em uma estátua de metal ou pedra, ou em uma imagem fotográfica, ou em um linga, ou em qualquer objeto ou árvore (pipal) ou animal (vaca) ou ferramentas de sua profissão, ou no nascer do sol ou em uma expressão da natureza ou em nada, e a prática pode envolver meditação, japa, oferendas ou canções.[141][142] Inden afirma que essa prática tem significados diferentes para hindus diferentes e tem sido mal compreendida, deturpada como idolatria, e várias racionalizações foram construídas por indólogos ocidentais e nativos.[143]

### Disputas
Na Constituição da Índia, a palavra "hindu" tem sido usada em alguns lugares para designar pessoas que professam qualquer uma dessas religiões: hinduísmo, jainismo, budismo ou siquismo. Isso, no entanto, foi contestado pelos siques e por neobudistas que antes eram hindus. De acordo com Sheen e Boyle, os jainistas não se opuseram a serem abrangidos por leis pessoais denominadas "hindus", mas os tribunais indianos reconheceram que o jainismo é uma religião distinta.
A República da Índia se encontra em uma situação peculiar em que o Supremo Tribunal da Índia tem sido repetidamente chamado para definir "hinduísmo" porque a Constituição da Índia, embora proíba a "discriminação de qualquer cidadão" com base na religião no artigo 15, o artigo 30 prevê direitos especiais para "todas as minorias, seja com base na religião ou no idioma". Como consequência, os grupos religiosos têm interesse em serem reconhecidos como distintos da maioria hindu para se qualificarem como uma "minoria religiosa". Assim, a suprema corte foi forçada a considerar a questão se o jainismo faz parte do hinduísmo em 2005 e 2006.

## História da identidade hindu
A partir do século X e principalmente após a invasão islâmica do século XII, afirma Sheldon Pollock, a resposta política se fundiu com a cultura e as doutrinas religiosas indianas. Templos dedicados à divindade Rama foram construídos do norte ao sul da Índia, e registros textuais, bem como inscrições hagiográficas, começaram a comparar o épico hindu do Ramayana com reis regionais e sua resposta aos ataques islâmicos. O rei Yadava de Devagiri chamado Ramacandra, por exemplo, afirma Pollock, é descrito em um registro do século XIII como: "Como esse Rama deve ser descrito[…] que libertou Varanasi da horda mleccha (bárbara, turco-muçulmana) e construiu ali um templo dourado de Sarngadhara". Pollock observa que o rei Yadava Ramacandra é descrito como um devoto da divindade Shiva (Shivaismo), mas suas realizações políticas e o patrocínio da construção de templos em Varanasi, longe da localização de seu reino na região de Deccan, são descritos nos registros históricos em termos Vishnuvistas de Rama, um avatar da divindade Vishnu. Pollock apresenta muitos desses exemplos e sugere uma identidade política hindu emergente que foi fundamentada no texto religioso hindu do Ramayana, que continuou até os tempos modernos, e sugere que esse processo histórico começou com a chegada do Islã à Índia.
Brajadulal Chattopadhyaya questionou a teoria de Pollock e apresentou evidências textuais e de inscrições. De acordo com Chattopadhyaya, a identidade hindu e a resposta religiosa à invasão islâmica e às guerras se desenvolveram em diferentes reinos, como as guerras entre os sultanatos islâmicos e o reino de Vijayanagara e os ataques islâmicos aos reinos de Tamil Nadu. Essas guerras foram descritas não apenas usando a história mítica de Rama do Ramayana, afirma Chattopadhyaya, mas os registros medievais usaram uma ampla gama de simbolismo religioso e mitos que agora são considerados parte da literatura hindu. Esse surgimento de terminologia religiosa com terminologia política começou com a primeira invasão muçulmana de Sindh no século VIII e se intensificou a partir do século XIII. O texto sânscrito do século XIV, Madhuravijayam, um livro de memórias escrito por Gangadevi, a esposa do príncipe Vijayanagara, por exemplo, descreve as consequências da guerra usando termos religiosos:
Lamento muito o que aconteceu com os bosques em Madhura,

Os coqueiros foram todos cortados e em seu lugar podem ser vistos,

  fileiras de espigões de ferro com crânios humanos pendurados em suas pontas,

Nas rodovias que antes eram charmosas com tornozeleiras, ouve-se o som de belas mulheres,

  agora se ouvem ruídos de Brahmins sendo arrastados, amarrados com grilhões de ferro,

As águas do Tambraparni, que antes eram brancas com pasta de sândalo,

  estão agora fluindo vermelhas com o sangue de vacas abatidas por malfeitores,

A Terra não é mais a produtora de riqueza, nem Indra dá chuvas em tempo hábil,

O Deus da morte cobra seu preço indevido das vidas que restaram se não forem destruídas pelos Yavanas muçulmanos,

A era de Kali agora merece os mais profundos parabéns por estar no auge de seu poder,

desapareceu o aprendizado sagrado, oculto está o refinamento, abafada está a voz do Dharma.— - Madhuravijayam, traduzido por Brajadulal Chattopadhyaya pro inglês e traduzido para o português.
Os escritos historiográficos no idioma telugo do período da dinastia Kakatiya dos séculos XIII e XIV apresentam um contraste semelhante de "outro estrangeiro (turco)" e "auto-identidade (hindu)". Chattopadhyaya e outros estudiosos afirmam que a campanha militar e política durante as guerras da era medieval na península de Deccan, na Índia, e no norte da Índia, não era mais uma busca por soberania, mas sim uma animosidade política e religiosa contra a "alteridade do Islã", o que deu início ao processo histórico de formação da identidade hindu.
Andrew Nicholson, em sua análise dos estudos sobre a história da identidade hindu, afirma que a literatura vernácula dos santos do movimento Bhakti do século XV ao XVII, como Kabir, Anantadas, Eknath e Vidyapati, sugere que identidades religiosas distintas, entre hindus e turcos (muçulmanos), se formaram durante esses séculos. A poesia desse período contrasta as identidades hindu e islâmica, afirma Nicholson, e a literatura difama os muçulmanos juntamente com um "senso distinto de uma identidade religiosa hindu".

### Identidade hindu em meio a outras religiões indianas
Os estudiosos afirmam que as identidades hinduísta, budista e jainista são construções modernas introduzidas retrospectivamente. Evidências de inscrições do século VIII em diante, em regiões como o sul da Índia, sugerem que a Índia da era medieval, tanto no nível das práticas religiosas da elite quanto no nível das práticas religiosas populares, provavelmente tinha uma "cultura religiosa compartilhada", e suas identidades coletivas eram "múltiplas, em camadas e confusas". Mesmo entre as denominações do hinduísmo, como o Shivaísmo e o Vishnuísmo, as identidades hindus, afirma Leslie Orr, careciam de "definições firmes e limites claros".
As sobreposições nas identidades jainista e hindu incluem jainistas adorando divindades hindus, casamentos entre jainistas e hindus e templos jainistas da era medieval com ícones e esculturas religiosas hindus. Além da Índia, na ilha de Java, na Indonésia, registros históricos atestam casamentos entre hindus e budistas, arquitetura de templos da era medieval e esculturas que incorporam simultaneamente temas hindus e budistas, onde o hinduísmo e o budismo se fundiram e funcionaram como "dois caminhos separados dentro de um sistema geral", de acordo com Ann Kenney e outros estudiosos. Da mesma forma, há uma relação orgânica entre os siques e os hindus, afirma Zaehner, tanto no pensamento religioso quanto em suas comunidades, e praticamente todos os ancestrais dos siques eram hindus. Os casamentos entre siques e hindus, especialmente entre os khatris, eram frequentes. Algumas famílias hindus criaram um filho como sique, e alguns hindus veem o siquismo como uma tradição dentro do hinduísmo, embora a fé sique seja uma religião distinta.
Julius Lipner afirma que o costume de distinguir entre hindus, budistas, jainistas e sique é um fenômeno moderno, mas que é uma abstração conveniente. Distinguir as tradições indianas é uma prática bastante recente, afirma Lipner, e é o resultado "não apenas dos preconceitos ocidentais sobre a natureza da religião em geral e da religião na Índia em particular, mas também com a consciência política que surgiu na Índia" em seu povo e um resultado da influência ocidental durante sua história colonial.

### Geografia sagrada
Estudiosos como Fleming e Eck afirmam que a literatura da era pós-épica do primeiro milênio d.C. demonstra amplamente que havia um conceito histórico do subcontinente indiano como uma geografia sagrada, onde a sacralidade era um conjunto compartilhado de ideias religiosas. Por exemplo, os doze Jyotirlingas do Shivaísmo e os cinquenta e um Shaktipithas do Shaktismo são descritos nos Puranas do início da era medieval como locais de peregrinação em torno de um tema. Essa geografia sagrada e os templos Shiva com a mesma iconografia, temas compartilhados, motivos e lendas incorporadas são encontrados em toda a Índia, do Himalaia às colinas do sul da Índia, das Grutas de Ellora a Varanasi, por volta da metade do primeiro milênio. Os templos Shakti, datados de alguns séculos mais tarde, são verificáveis em todo o subcontinente. Varanasi como um local sagrado de peregrinação está documentado no texto Varanasimahatmya, incorporado ao Skanda Purana, e as versões mais antigas desse texto são datadas dos séculos VI a VIII d.C.
A ideia de doze locais sagrados na tradição hindu de Shiva espalhados pelo subcontinente indiano aparece não apenas nos templos da era medieval, mas também em inscrições em placas de cobre e selos de templos descobertos em diferentes locais. De acordo com Bhardwaj, textos não hindus, como as memórias de viajantes chineses budistas e persas muçulmanos, atestam a existência e a importância da peregrinação à geografia sagrada entre os hindus no final do primeiro milênio d.C.
De acordo com Fleming, aqueles que questionam se o termo hindu e o hinduísmo são uma construção moderna em um contexto religioso apresentam seus argumentos com base em alguns textos que sobreviveram até a era moderna, seja de tribunais islâmicos ou de literatura publicada por missionários ocidentais ou indólogos da era colonial, visando a uma construção razoável da história. No entanto, a existência de evidências não textuais, como templos em cavernas separados por milhares de quilômetros, bem como listas de locais de peregrinação da era medieval, é uma evidência de uma geografia sagrada compartilhada e da existência de uma comunidade que tinha consciência das premissas religiosas e da paisagem compartilhadas. Além disso, é uma norma em culturas em evolução que haja uma lacuna entre as "realidades vividas e históricas" de uma tradição religiosa e o surgimento de "autoridades textuais" relacionadas. A tradição e os templos provavelmente já existiam bem antes do surgimento dos manuscritos hindus da era medieval que os descrevem e a geografia sagrada. Isso, afirma Fleming, é evidente, dada a sofisticação da arquitetura e dos locais sagrados, juntamente com a variação nas versões da literatura purânica. De acordo com Diana L. Eck e outros indólogos, como André Wink, os invasores muçulmanos estavam cientes da geografia sagrada hindu, como Mathura, Ujjain e Varanasi, por volta do século XI. Esses locais se tornaram alvo de seus ataques em série nos séculos seguintes.

### Perseguição aos hindus
Os hindus foram perseguidos durante as eras medieval e moderna. A perseguição medieval incluiu ondas de saques, assassinatos, destruição de templos e escravização pelos exércitos muçulmanos turco-mongóis da Ásia Central. Isso está documentado na literatura islâmica, como as relacionadas a Muhammad bin-Qasim, do século VIII, Mahmud de Ghazni, do século XI, o viajante persa Al Biruni, a invasão do exército islâmico do século XIV liderada por Timur, e vários governantes islâmicos sunitas do Sultanato de Delhi e do Império Mogol. Houve exceções ocasionais, como Akbar, que interrompeu a perseguição aos hindus, e perseguições severas ocasionais, como sob Aurangzeb,
A perseguição durante o período islâmico também teve como alvo os não hindus. Avari escreve: "A política religiosa de Aurangzeb causou atrito entre ele e o nono guru sique, Tegh Bahadur. Tanto em Punjab quanto na Caxemira, o líder sique foi levado à ação pelas políticas islâmicas excessivamente zelosas de Aurangzeb. Capturado e levado para Délhi, Aurangzeb pediu-lhe que abraçasse o Islã e, ao se recusar, foi torturado por cinco dias e depois decapitado em novembro de 1675. Assim, dois dos dez gurus sique morreram como mártires nas mãos dos mogóis. (Avari (2013), página 155)</ref> que destruiu templos, converteu à força não muçulmanos ao Islã e proibiu a celebração de festivais hindus como Holi e Diwali.
Outros registros de perseguição aos hindus incluem aqueles sob o reinado de Tipu Sultan, no século XVIII, no sul da Índia, e durante a era colonial. Na era moderna, a perseguição religiosa aos hindus foi relatada fora da Índia, no Paquistão e em Bangladesh.

### Nacionalismo hindu
Christophe Jaffrelot afirma que o nacionalismo hindu moderno nasceu em Maharashtra, na década de 1920, como uma reação ao movimento islâmico Khilafat, em que os muçulmanos indianos defenderam e assumiram a causa do sultão turco otomano como o califa de todos os muçulmanos, no final da Primeira Guerra Mundial. Os hindus consideraram esse desenvolvimento como uma divisão de lealdades da população muçulmana indiana, de hegemonia pan-islâmica, e questionaram se os muçulmanos indianos faziam parte de um nacionalismo indiano anticolonial inclusivo. A ideologia do nacionalismo hindu que surgiu, afirma Jeffrelot, foi codificada por Savarkar enquanto ele era prisioneiro político das autoridades coloniais britânicas.
Chris Bayly atribui as raízes do nacionalismo hindu à identidade hindu e à independência política conquistada pela confederação Maratha, que derrubou o Império Mogol islâmico em grande parte da Índia, permitindo aos hindus a liberdade de seguir qualquer uma de suas diversas crenças religiosas e restaurou lugares sagrados hindus como Varanasi. Alguns estudiosos consideram que a mobilização hindu e o consequente nacionalismo surgiram no século XIX como uma resposta ao colonialismo britânico por parte de nacionalistas indianos e gurus do neo-hinduísmo. Jaffrelot afirma que os esforços dos missionários cristãos e dos proselitistas islâmicos, durante a era colonial britânica, cada um deles tentando ganhar novos convertidos para sua própria religião, estereotipando e estigmatizando os hindus a uma identidade de inferiores e supersticiosos, contribuíram para que os hindus reafirmassem sua herança espiritual e contra-analisassem o Islã e o Cristianismo, formando organizações como as Hindu Sabhas (associações hindus) e, por fim, um nacionalismo orientado pela identidade hindu na década de 1920.
O revivalismo e a mobilização hindus da era colonial, juntamente com o nacionalismo hindu, afirma Peter van der Veer, foram principalmente uma reação e uma competição com o separatismo muçulmano e o nacionalismo muçulmano. Os sucessos de cada lado alimentaram os temores do outro, levando ao crescimento do nacionalismo hindu e do nacionalismo muçulmano no subcontinente indiano. No século XX, o sentimento de nacionalismo religioso cresceu na Índia, afirma van der Veer, mas somente o nacionalismo muçulmano foi bem-sucedido com a formação do Paquistão Ocidental e Oriental (posteriormente dividido em Paquistão e Bangladesh), como "um estado islâmico" após a independência. Houve tumultos religiosos e traumas sociais quando milhões de hindus, jainistas, budistas e siques saíram dos recém-criados estados islâmicos e se estabeleceram na Índia pós-britânica, de maioria hindu. Após a separação da Índia e do Paquistão em 1947, o movimento do nacionalismo hindu desenvolveu o conceito de hindutva na segunda metade do século XX.
O movimento do nacionalismo hindu procurou reformar as leis indianas, que, segundo os críticos, tentam impor valores hindus à minoria islâmica da Índia. Gerald Larson afirma, por exemplo, que os nacionalistas hindus buscaram um código civil uniforme, no qual todos os cidadãos estão sujeitos às mesmas leis, todos têm direitos civis iguais e os direitos individuais não dependem da religião do indivíduo. Por outro lado, os oponentes dos nacionalistas hindus observam que a eliminação da lei religiosa da Índia representa uma ameaça à identidade cultural e aos direitos religiosos dos muçulmanos, e que as pessoas de fé islâmica têm o direito constitucional de adotar leis pessoais oriundas da shariah islâmica. Uma lei específica, controversa entre os nacionalistas hindus e seus oponentes na Índia, diz respeito à idade legal para o casamento de meninas. Os nacionalistas hindus buscam que a idade legal para o casamento seja dezoito anos, universalmente aplicada a todas as meninas, independentemente de sua religião, e que os casamentos sejam registrados no governo local para verificar a idade do casamento. Os clérigos muçulmanos consideram essa proposta inaceitável porque, de acordo com a lei pessoal derivada da shariah, uma menina muçulmana pode se casar em qualquer idade depois de atingir a puberdade.
O nacionalismo hindu na Índia, afirma Katharine Adeney, é um assunto político controverso, sem consenso sobre o que ele significa ou implica em termos de forma de governo e direitos religiosos das minorias.

## Dados demográficos

Hinduísmo por país, mapa mundial (estimativa de 2010).

Hinduism by country, worldmap (estimate 2010).
Há 1,2 bilhão de hindus em todo o mundo (15% da população mundial), sendo que cerca de 95% deles estão concentrados somente na Índia. Juntamente com os cristãos (31,5%), muçulmanos (23,2%) e budistas (7,1%), os hindus são um dos quatro principais grupos religiosos do mundo.
A maioria dos hindus encontra-se em países asiáticos. Os vinte e cinco principais países com o maior número de residentes e cidadãos hindus (em ordem decrescente) são Índia, Nepal, Bangladesh, Indonésia, Paquistão, Sri Lanka, Estados Unidos, Malásia, Mianmar, Reino Unido, Ilhas Maurício, África do Sul, Emirados Árabes Unidos, Canadá, Austrália, Arábia Saudita, Trinidad e Tobago, Cingapura, Fiji, Catar, Kuwait, Guiana, Butão, Omã e Iêmen.
Os quinze principais países com a maior porcentagem de hindus (em ordem decrescente) são Nepal, Índia, Ilhas Maurício, Fiji, Guiana, Butão, Suriname, Trinidad e Tobago, Catar, Sri Lanka, Kuwait, Bangladesh, Reunião, Malásia e Cingapura.
A taxa de fertilidade, ou seja, filhos por mulher, para os hindus é de 2,4, que é menor do que a média mundial de 2,5. A Pew Research projeta que haverá 1,4 bilhão de hindus até 2050.
| Continentes | População hindu | % de hindus pop | % do continente pop | Dinâmica dos seguidores | Dinâmica mundial |
| ----------- | --------------- | --------------- | ------------------- | ----------------------- | ---------------- |
| Ásia        | 1.074.728.901   | 99,3            | 26,0                | Crescente               | Crescente        |
| Europa      | 2.030.904       | 0,2             | 0,3                 | Crescente               | Crescente        |
| Américas    | 2.806.344       | 0,3             | 0,3                 | Crescente               | Crescente        |
| África      | 2.013.705       | 0,2             | 0,2                 | Crescente               | Crescente        |
| Oceania     | 791.615         | 0,1             | 2,1                 | Crescente               | Crescente        |
| Cumulativo  | 1.082.371.469   | 100             | 15,0                | Crescente               | Crescente        |

Em tempos mais antigos, surgiram reinos hindus que difundiram a religião e as tradições no Sudeste Asiático, especialmente na Tailândia, Nepal, Birmânia, Malásia, Indonésia, Camboja, Laos, Filipinas, e no que hoje é o Vietnã central.
Há mais de 3 milhões de hindus em Bali, na Indonésia, uma cultura cujas origens remontam às ideias trazidas pelos comerciantes hindus para as ilhas indonésias no primeiro milênio EC. Seus textos sagrados também são os Vedas e os Upanishads. Os Puranas e o Itihasa (principalmente o Ramayana e o Mahabharata) são tradições duradouras entre os hindus indonésios, expressas em danças comunitárias e apresentações de marionetes de sombra (wayang). Assim como na Índia, os hindus indonésios reconhecem quatro caminhos de espiritualidade, chamando-os de Catur Marga. Da mesma forma, assim como os hindus na Índia, os hindus balineses acreditam que há quatro objetivos adequados para a vida humana, chamando-os de Catur Purusartha - dharma (busca de uma vida moral e ética), artha (busca de riqueza e atividade criativa), kama (busca de alegria e amor) e moksha (busca de autoconhecimento e libertação).

## Cultura
Cultura hindu é um termo usado para descrever a cultura e a identidade dos hindus e do hinduísmo, incluindo o povo védico histórico. A cultura hindu pode ser vista intensamente na forma de arte, arquitetura, história, dieta, vestuário, astrologia e outras formas. A cultura da Índia e o hinduísmo são profundamente influenciados e assimilados entre si. Com a indianização do sudeste asiático e da Grande Índia, a cultura também influenciou uma longa região e outras religiões dessa área. Todas as religiões indianas, incluindo o jainismo, o sikhismo e o budismo, são profundamente influenciadas e alimentadas pelo hinduísmo.